# Ácido folínico

Ácido Levofolinico.

El Ácido folínico, Factor citrovorum, o Leucovorina, generalmente administrado como folinato de calcio, es un adyuvante usado en quimioterapia de cáncer que involucra el medicamento metotrexato. También es usado en sinergia en combinación con el agente quimioterapéutico 5-fluorouracilo.
El Ácido Levofolínico y sus sales son enantiómeros puros. Estos tienen la configuración S en los átomos de carbono asimétricos restantes (ver abajo).
El ácido folínico debe ser diferenciado del ácido fólico.

## Mecanismo de acción
El ácido folinico es un derivado 5-formil del ácido tetrahidrofólico. Este es fácilmente convertido a otros derivados reducidos del ácido fólico (ej. tetrahidrofolato), teniendo así una actividad vitaminica equivalente al ácido fólico. Sin embargo, una vez sucede esto, no requiere de la actividad de la dihidrofolato reductasa para su conversión, su función como vitamina no es afectada por la inhibición de esta enzima por medicamentos como el metotrexato.
Por ello, el ácido folínico permite que algo de síntesis de purina/pirimidina pueda llevarse a cabo en presencia de inhibición de la enzima dihidrofolato reductasa, de esta forma permitiendo en algún grado los procesos de replicación normal de DNA y trascripción de RNA.

## Uso terapéutico
El ácido folínico es administrado justo después del metotrexato como parte del esquema quimioterapéutico y adquiere la función de protector de la médula ósea y las células de la mucosa gastrointestinal del efecto del metotrexato. No tiene efecto aparente sobre la nefrotoxicidad preexistente inducida por el metotrexato.
Aunque no es un antídoto específico para el metotrexato, puede ser útil en el tratamiento de la sobredosis aguda. Son usados diferentes protocolos de dosificación, pero debe ser administrado continuamente hasta que los niveles de metotrexato sean menores a 5 x 10−8 M
El ácido folinico es también usado en combinación con el agente quimioterapéutico 5-fluorouracilo en el tratamiento del cáncer de colon. En este caso, el ácido folinico no es usado como protector; en lugar de ello, incrementa el efecto del 5-fluorouracilo por medio de la inhibición de la timidilato sintasa.
El ácido folínico también se usa en el tratamiento de la deficiencia de folato cerebral.
El ácido folínico también es algunas veces utilizado para disminuir el efecto tóxico de altas dosis de antibióticos inhibidores de la dihidrofolato reductasa como el trimetoprim y la pirimetamina.
El ácido folínico tiene dextro y levo isómeros, solo el último es usado farmacológicamente. El leucovorin fue aprobado por la FDA en 2008.
El ácido folínico ha probado para en el síndrome de Down, pero el beneficio no se ha demostrado.

## Nota sobre vía de administración
El ácido folínico no debe ser administrado intratecalmente. Esto puede producir severos efectos adversos e incluso la muerte.